# 新安穆公主
新安穆公主（?—?），中国南北朝梁朝公主，梁文帝萧顺之之女，梁武帝萧衍之妹。
新安穆公主嫁给了琅琊王氏的王茂璋，生子王冲。在梁朝建立前，她已经去世。梁武帝萧衍登基称帝后，她被追封为新安公主。后来，南陈陈武帝的女婿钱蒇死在梁朝，南陈朝廷想要追封钱蒇为驸马。袁枢援引书王茂璋和晋朝杜预（娶高陆公主）的例子，认为公主已死，不宜再封驸马。

## 传记资料
- 《陈書 王冲傳》